# Vera T. Sós
Vera Turán Sós (ur. 11 września 1930 w Budapeszcie, zm. 22 marca 2023) – węgierska matematyczka specjalizująca się w teorii grafów, kombinatoryce i teorii liczb.

## Życiorys
Urodziła się w rodzinie nauczycielskiej. Po ukończeniu gimnazjum w 1948, gdzie jej nauczycielem był Tibor Gallai, który poznał ją z wybitnymi matematykami Alfredem Rényi i Paulem Erdősem. Studiowała matematykę i fizykę na Uniwersytecie im. Loránda Eötvösa w Budapeszcie. Ukończyła go w 1952. Już w czasie studiów od 1950 wykłada na swojej uczelni. Po habilitacji została profesorem tego uniwersytetu. Od 1987 pracowała w Instytucie Matematyki im. Alfreda Rényi Węgierskiej Akademii Nauk.

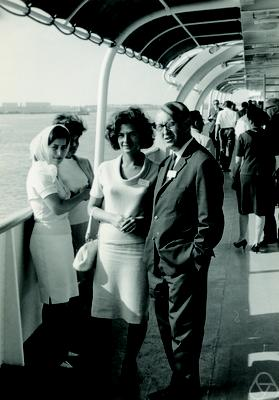
Vera Sós z mężem Pálem Turánem

W 1952 wyszła za mąż za matematyka Pála Turána, z którym również współpracowała zawodowo.

## Członkostwo w Akademiach Nauk
- 1985 – członek korespondent Węgierskiej Akademii Nauk
- 1990 – członek Węgierskiej Akademii Nauk[3]
- 2013 – członek Academia Europaea
- 1995 – członek korespondent Austriackiej Akademii Nauk[4]

## Nagrody i wyróżnienia
- 1997 – Nagroda Széchenyi
- 2002 – Order Zasługi (Węgry)